# Rhogeessa menchuae
Rhogeessa menchuae és una espècie de ratpenat de la família dels vespertiliònids. Viu a Guatemala i Hondures. Té una llargada total de 69–76 mm i les orelles de 10–12 mm. Com que fou descoberta fa poc, l'estat de conservació d'aquesta espècie encara no ha estat avaluat formalment. L'espècie fou anomenada en honor de l'activista social guatemaltenca Rigoberta Menchú i la seva família.